# 茅原基治
茅原 基治（かやはら もとじ、1885年 - 1942年）は、日本の航海士・船長。

## 人物・生涯
岡山県小田郡北川村（現在の岡山県笠岡市）出身。旧制金光中学校卒業。
ロシア革命時、800名程の子供がサンクトペテルブルクからウラル地方を経てウラジオストクへ逃れ難民状態にあった。その子供たちを太平洋から大西洋を横断してフィンランドまで茅原が船長を務める陽明丸で送り届けた。
墓は岡山県笠岡市にあり、岡山県に親戚がいる。
難民の子孫に出会った篆刻家の北室南苑の尽力により、茅原基治の親戚と難民の子孫とを結ぶことができ、墓参りが実現されるとともに茅原基治らの功績が広く知られるようになった。